# Брансфилд, Майкл Джозеф
Майкл Джозеф Брансфилд (англ. Michael Joseph Bransfield; род. 8 сентября 1943, Филадельфия, штат Пенсильвания, США) —  прелат Римско-католической церкви, 8-й епископ Уилинг-Чарлстона.

## Биография
Майкл Джозеф Брансфильд родился в Филадельфии, в штате Пенсильвания 8 сентября 1943 года. Начальное и среднее образование получил в школах святой Бригитты и святого Иоанна Крестителя и в Филадельфийской католической высшей школе. Защитил степени бакалавра философии и магистра теологии в семинарию святого Карла Борромео в Овербруке.
15 мая 1971 года был рукоположен в священники архиепископом Джоном Джозефом Кролом и до 1973 года был клириком прихода церкви святого Альберта Великого в Хангтиндон-Валлей. В 1973 году защитил степень магистра философии в Католическом университете Америки, в Вашингтоне и назначен преподавателем, капелланом и директором департамента религии в Лэнсдейлскую католическую высшую школу. С 1982 по 1986 год нёс служения помощника главы, а затем главы епархиальных комитетов по литургии и финансам. С 1986 по 2004 год был ректором Национальной базилики Непорочного Зачатия в Вашингтоне. В 1987 году был возведен в ранг монсеньора.
9 декабря 2004 года Папа Иоанн Павел II назначил его восьмым епископом Уилинг-Чарльстона. Хиротония состоялась в соборе святого Иосифа в Уилинге 22 февраля 2005 года; основным консекратором был архиепископ Уильям Генрих Килер, которому сослужили архиепископ Тэодор Маккэрик и епископ Бернард Уильям Шмитт.
Епископ является президентом Папского фонда и входит в советы попечителей Католического дистанционного университета, семинарии святого Карла Борромео в Овербруке и Национальной базилики Непорочного Зачатия в Вашингтоне. Является членом движения «Рыцари Колумба» и членом Ордена Гроба Господня. В настоящее время в Конференции католических епископов США является казначеем и членом комитетов по коммуникациям и национальным коллекциям.

### Обвинения в сексуальном насилии
18 апреля 2012 года епископ Майкл Джозеф Брансфилд, на основании показаний по делу педофила Стэнли Гана, бывшего священника архиепархии Филадельфии, был обвинен в сексуальном насилии над несовершеннолетним подростком, во время своего служения в Лэнсдейлской католической высшей школе. В ходе следствия было установлено, что Ган совершил акт насилия над несовершеннолетним подростком в пляжном домике Брансфилда, однако сам Брансфилд при этом не присутствовал. Все обвинения в сексуальном насилии и неподобающем поведении против епископа были признаны ложными, после заявления предполагаемой жертвы, в котором та категорически отрицала участие епископа в подобных действиях. Однако в 2018 году епископ был запрещён в церковном служении до окончания следствия по случаям педофилии в епархии и из-за финансовой нечистоплотности. В марте 2019 года генеральная прокуратура Западной Виргинии предъявила отчёт, в котором указывалось, что Брансфилд игнорировал жалобы со стороны пострадавших от действий клириков-педофилов. Епархия заявила, что возместит расходы на психиатрическую помощь всем «известным жертвам» епископа.